# Tram van Augsburg
De tram van Augsburg (Duits: Straßenbahnnetz Augsburg) is een tramnetwerk dat de ruggengraat vormt van het openbaar vervoer in Augsburg, een stad binnen het Duitse Beieren.
Het netwerk werd in gebruik gesteld in 1881 als paardentram die op een normaalspoor reed dat in 1898 geëlektrificeerd werd. Sinds 2003 wordt het netwerk bediend door de Augsburger Verkehrgesellschaft (AVG).

## Lijnen
Vanaf 2014 had het netwerk vijf gewone en twee speciale lijnen:
| Linie 1 | Gewone lijn   | Doorgangsroute  | Lechhausen Neuer Ostfriedhof – Göggingen            | 26 haltes                                  |
| Linie 2 | Gewone lijn   | Doorgangsroute  | Augsburg West P+R – Haunstetten Nord                | 27 haltes                                  |
| Linie 3 | Gewone lijn   | Radiale route   | Hauptbahnhof - Haunstetten West P+R - (Königsbrunn) | 23 haltes (helft diensten tot Haunstetten) |
| Linie 4 | Gewone lijn   | Radiale route   | Hauptbahnhof – Augsburg Nord P+R                    | 13 haltes                                  |
| Linie 6 | Gewone lijn   | Doorgangs route | Stadbergen - Hauptbahnhof – Friedberg West P+R      | 25 haltes                                  |
| Line 8  | Speciale lijn | Radiale route   | Königsplatz – Fußball-Arena                         | 15 haltes                                  |
| Line 9  | Speciale lijn | Radiale route   | Königsplatz – Messezentrum                          | 11 haltes                                  |

## Materieel
In Augsburg is het gebruikelijk elk nieuw tramtype een afkorting te geven van de naam van het type.

### Huidig
- M8C In 1985 en 1986 werden bij Duewag 12 gelede trams van het type M8C aangeschaft. Aangezien de meeste aan de kant zijn gezet, zijn er nog 3 van in dienst.
- GT6M In 1995 en 1996 werden bij Adtranz 11 lagevloertrams van het type GT6M aangeschaft.
- NF8 Van 2000 tot 2002 werden bij Siemens 41 lagevloertrams van het type NF8 aangeschaft.
- CF8 In 2009 en 2010 werden bij Bombardier 27 lagevloertrams van het type CF8 aangeschaft.

### Historisch
- GT8 In 1976 kwam het achtassige type GT8 in dienst. Naast een museumexemplaar is er nog één beschikbaar voor de verhuur.